# آشپزخانه (فیلم ۲۰۱۲)
«آشپزخانه» (انگلیسی: The Kitchen (2012 film)) فیلمی در ژانر کمدی-درام است که در سال ۲۰۱۲ منتشر شد. از بازیگران آن می‌توان به لورا پرپون، برایان گرینبرگ، و دریما واکر اشاره کرد.